# Myotis macrotarsus
Myotis macrotarsus är en fladdermusart som först beskrevs av Waterhouse 1845.  Myotis macrotarsus ingår i släktet Myotis och familjen läderlappar. IUCN kategoriserar arten globalt som nära hotad. Inga underarter finns listade i Catalogue of Life. Wilson & Reeder (2005) skiljer mellan två underarter.
Individerna blir med svans 103 till 121 mm långa, svanslängden är 45 till 59 mm och vikten ligger vid 11 till 16 g. Myotis macrotarsus har 46 till 50 mm långa underarmar, 14 till 17 mm långa bakfötter och 18 till 19 mm stora öron. Ovansidan är täckt av ljus gråbrun päls och undersidans päls har en gul till vit färg. Den broskiga fliken i örat (tragus) är lång och smal. Arten har liksom andra släktmedlemmar inga hudflikar (blad) på näsan. Flygmembranen är brunaktig. Bakfötterna är utrustade med långa böjda klor.
Denna fladdermus förekommer i Filippinerna. Den vilar främst i grottor nära havet. Arten jagar över floder och insjöar samt över åkermark.
Myotis macrotarsus bildar vid viloplatsen mindre flockar.